# Una giungla di stelle per capitan Simian
Una giungla di stelle per capitan Simian (Captain Simian & the Space Monkeys) è una serie televisiva a disegni animati prodotta da Monkeyshine Productions.

## Trama
Capitan Simian è uno scimpanzé che, trovato nello spazio dagli alieni, viene evoluto diventando una scimmia antropomorfa super intelligente. Dopo aver arruolato un equipaggio spaziale composto da vari primati, si impegna a salvare la Terra e l'universo dalla brama e il desiderio di conquista del perfido Lord Nebula.

## Personaggi

### Eroi
- Capitano Charles "Chuck" Simian (Jerry Doyle/Claudio Moneta).

Uno scimpanzé di nome Charlie che venne usato come cavia per degli esperimenti del programma spaziale della NASA e mandato in orbita negli anni Sessanta. Dopo aver vagato per molti anni nello spazio, viene trovato dagli alieni in stato di ibernazione: loro, credendo si tratti dell'essere più evoluto mandato dalla Terra, lo scongelano ma quando si accorgono che in realtà non è così, ci pensano loro ad evolverlo rendendolo un essere senziente. Ora Charlie si fa chiamare Capitan Simian e ha arruolato un equipaggio composto da altre specie di primati, nel tentativo di proteggere l'universo dal perfido Lord Nebula, di cui ha sentito parlare dagli alieni.
- Gor-Illa/Gormongus (James Avery/Tony Fuochi).

Un gorilla di montagna e "uomo di fatica" dell'equipaggio per via della straordinaria forza fisica di cui è dotato, data la sua specie. In origine era il maschio alfa del suo branco e viveva nelle foreste dell'Uganda. Tuttavia, nonostante la sua forza fisica ha un carattere molto mite e pacato, quasi pavido, tendente ad evitare i conflitti piuttosto che provocarli. Questo perché durante il processo per evolvere la sua intelligenza, lui accidentalmente rompe la macchina evolutiva ed acquisisce un carattere ingenuo e quasi infantile. Gor ha però un segreto: catturato dal perfido Apax che voleva fare di lui un combattente dato il suo fisico, quest'ultimo gli inietta un particolare isotopo che lo avrebbe trasformato in un essere letale data la sua mente ingenua e poco propensa al conflitto. Una volta iniettato, Gor si trasforma in un essere gigantesco e simile a King Kong di nome Gormongus, che in preda a una rabbia primordiale fa a pezzi tutto ciò che trova. Una volta liberato, il dottor Splitz tenta di isolare l'isotopo dal corpo di Gor, ma non ci riesce. Quindi ora ogni volta che si arrabbia, Gor si trasforma nel micidiale e gigantesco Gormongus (analogamente a ciò che succede al dottor Bruce Banner quando si trasforma in Hulk). L'unica paura di Gor è il fuoco, dato che a causa di un incendio nella giungla ha perso la sua famiglia.
- Spillo (Dom Irrera/Oliviero Corbetta).

L'addetto alle comunicazioni. Una scimmia ragno appartenuta ad un suonatore d'organetto di New York, addestrata a borseggiare il pubblico di quest'ultimo e che della sua vita precedente ha mantenuto l'avarizia, la capacità di manipolare la gente e la pigrizia. Spesso se ne approfitta di Gor appioppandogli lavoretti che lui dovrebbe fare e a volte mette nei guai Capitan Simian. Tuttavia, è un membro fedele dell'equipaggio e mai lo tradirebbe, nemmeno per tutto l'oro del mondo. Inoltre, considera Gor il suo migliore amico e non permette che nessuno si approfitti di lui. La sua unica paura sono i cani pit bull, in quanto una volta è stato quasi sbranato da uno di essi.
- Dottor Splitz/Splitzy (Maurice LaMarche/Stefano Albertini).

Lo scienziato di bordo. Un orangutan affetto da doppia personalità: una è il calmo, pacato e garbato scienziato dr. Splitz, mentre l'altra è invece un simpatico ragazzo del sud chiamato Splitzy. L'origine di questo sdoppiamento è spiegato a tratti nel corso della storia: sembra infatti che Splitz in origine vivesse in uno zoo in completo isolamento, essendo l'unico della sua specie, e che si sia creato la personalità di Splitzy come una sorta di compagno di giochi per alleviare la solitudine. In altri episodi si racconta di come lui fosse stato anche vittima di esperimenti scientifici, e quindi si potrebbe ipotizzare che questi esperimenti e l'isolamento allo zoo abbiano creato Splitzy. Nonostante i due siano personalità contrastanti, sono un valido aiuto per la squadra in quanto Splitz conosce la medicina, mentre Splitzy è un asso con la tecnologia. La sua unica paura sembra sia la claustrofobia, dato che in un episodio si vede che ha paura di essere chiuso in gabbia.
- Shao Lin (Karen Maruyama/Lisa Mazzotti).

Il primo ufficiale di Capitan Simian. Esperta conoscitrice delle arti marziali e della saggezza buddista. Lei è un Rhinopithecus che viveva in un qualche tempio buddista in Cina, dove era adorata come se fosse una dea, cosa che le è rimasta anche dopo l'evoluzione e che in un primo momento creava degli attriti tra lei e il resto dell'equipaggio. Tra lei e Capitan Simian sembra ci sia una forte attrazione. Il suo nome viene dal tempio Shaolin, frequentemente associato alle arti marziali cinesi.
- Orbitron (Jeff Bennett/Ivo De Palma).

Un robot di piccole dimensioni dato a Charlie per aiutarlo nella sua missione, il suo ruolo era quello di dare alle scimmie conoscenza ed evoluzione. Purtroppo è stato danneggiato da Gor durante una delle sue trasformazioni e adesso gira per l'astronave sparando frasi senza senso, cosa che Capitan Simian ricorda spesso: "Quell'aggeggio bisognerà ripararlo un giorno!" Ma alla fine non si riesce mai a farlo: all'inizio Splitz cercò di ripararlo meglio che poté, ma non riuscì completamente poiché l'avanzata tecnologia di Orbitron gli è sconosciuta. Verso la fine della serie Orbitron, prendendo una forte botta, comincerà a rammentare il suo compito di aiutare l'equipaggio di Simian.

### Cattivi
- Lord Nebula (Michael Dorn/Mario Zucca).

Un essere metà uomo e metà buco nero il cui sogno è inghiottire l'intero Universo in un buco per poi espellerlo e ricrearlo a sua immagine e somiglianza. Della sua parte umana gli è rimasto solo la vulnerabilità a certe malattie terrestri come il raffreddore, le emorroidi, l'orticaria, il mal di denti o i dolori di stomaco. Alla fine della serie verrà intrappolato in una sfera.
- Rhesus 2 (Malcolm McDowell/Gianluca Iacono).

Il braccio destro di Nebula. In origine era una scimmia rhesus mandata nello spazio, che Nebula ha reso più intelligente e dotata di parti meccaniche. Questo ha portato a un certo disordine cerebrale, che spesso si nota tramite il suo cambiamento repentino di idee. Rhesus 2 sembra essere anche il secondo tentativo di Nebula dopo che questi ha ucciso un Rhesus 1, che poi è rinato come Glyph. Alla fine della serie, sarà Rhesus 2 a diventare il cattivo di turno.
- Apax: Un alieno con dei serpenti al posto dei capelli, obbliga specie aliene a combattere tra di loro. È stato lui il creatore di Gormongus, iniettando nel corpo di Gor l'isotopo che lo trasforma nel brutale gorilla gigante ogni volta che si arrabbia.